# Данієль (шторм)
Шторм Данієль (англ. Storm Daniel) — надзвичайно смертоносний середземноморський тропічний циклон, який завдав катастрофічної шкоди в Лівії, а також вплинув на частину південно-східної Європи.

## Метеорологічна історія

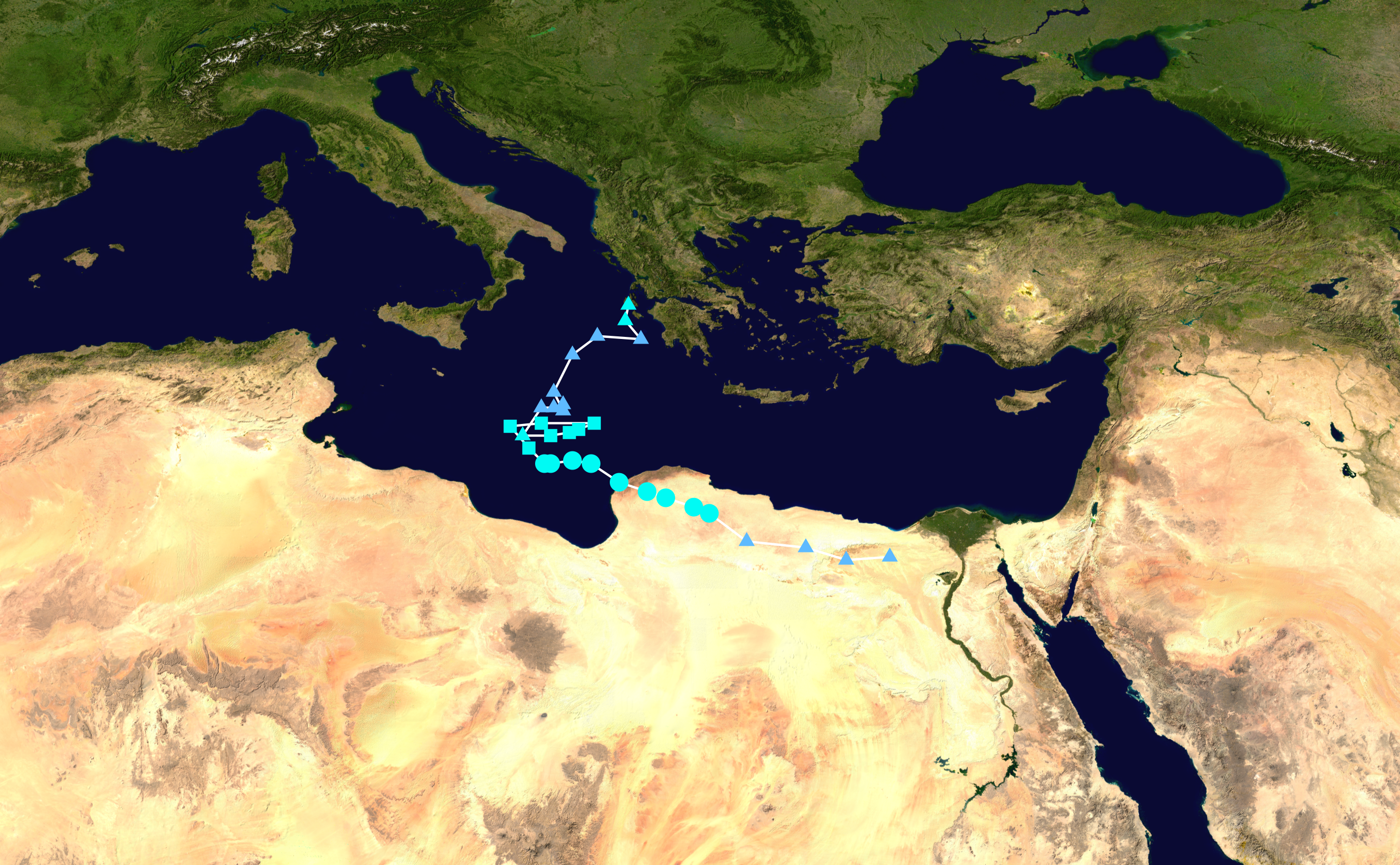
Карта шляху і інтенсивності Тропічного шторму Данієль за шкалою Саффіра–Сімпсона

Над Іонічним морем розвинулась область низького тиску з температурою поверхні в межах тропічного переходу. 4 вересня атмосферне збурення перемістилось вглиб Балканського півострова, що призвело до проливних дощів, особливо над регіоном Фессалія. Оскільки наступного дня система стала позатропічним циклоном, Національна метеорологічна служба Греції назвала її штормом Данієль. Протягом наступних днів система рухалась на північний-схід. Потім система набула субтропічних характеристик 8 вересня через дедалі сприятливіші умови та переміщення на південний-схід, а наступного дня стала тропічним штормом. Потім шторм обрушився на сушу поблизу міста Бенгазі в Лівії як тропічний шторм. 10 вересня Данієль пішов на схід і продовжив рух углиб суші, перш ніж через сухе повітря та суша згодом перетворилася на залишкову низину, а до 11 вересня шторм повністю розвіявся.

## Вплив

### Греція

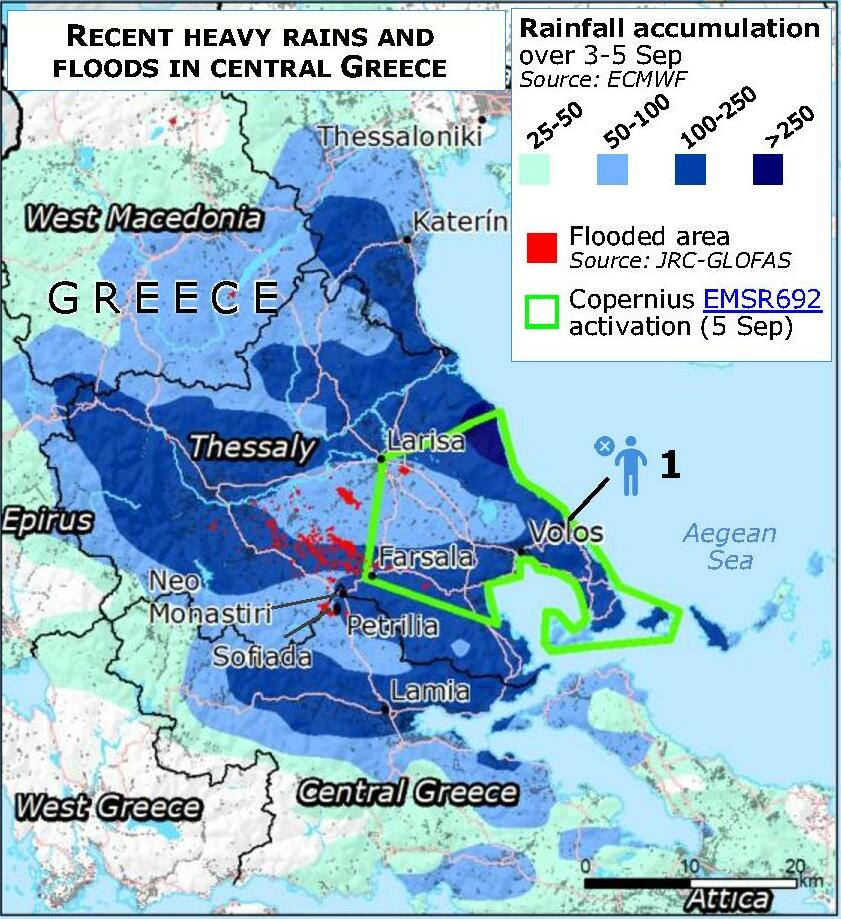
Повені в Центральній Греції

Щонайменше одна людина загинула 5 вересня в результаті повені в Фессалії, Греція. Того дня в селі Загора випало 1092 міліметри (3,583 фута) опадів, що в 55 разів більше середньомісячної кількісті по країні. У Портарії також було зафіксовано рекордну кількість дощу — 884 міліметри — але остаточну кількість опадів виміряти не вдалося, оскільки метеостанція вийшла з ладу. 6 вересня річка Крафсідонас, яка бере початок у Пеліоні, вийшла з берегів у Волосі та зруйнувала міст.

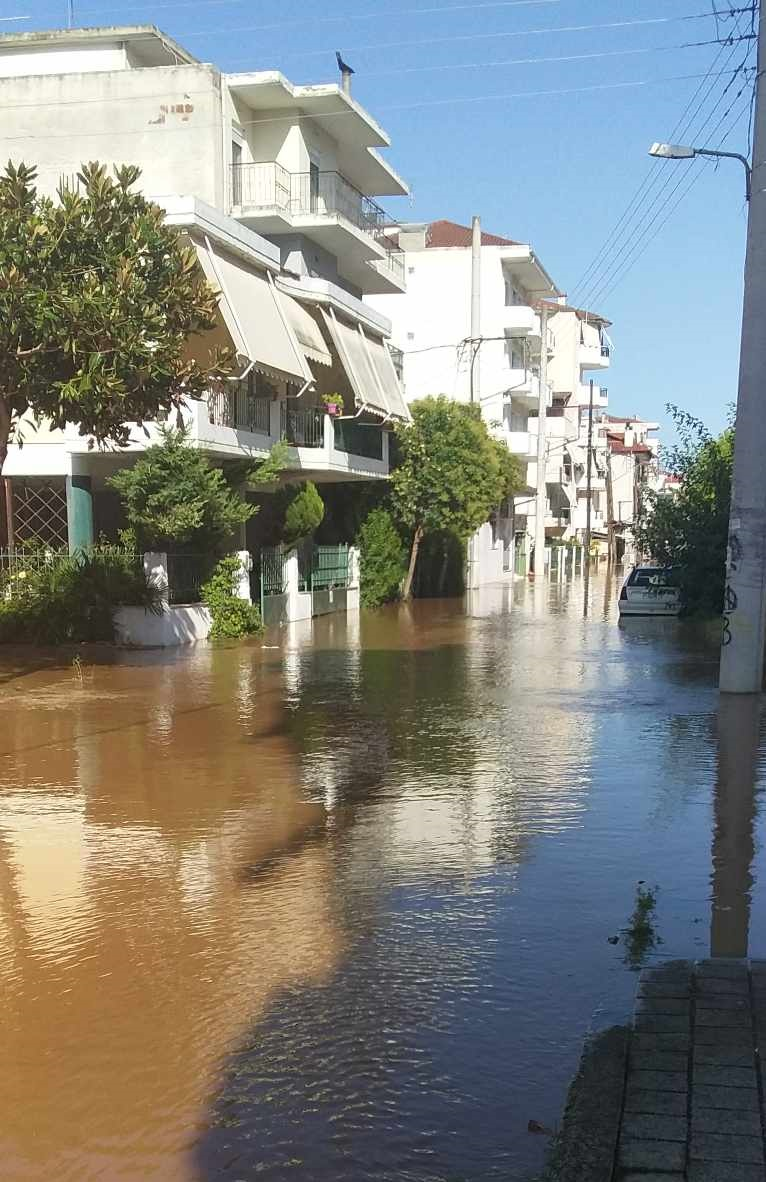
Затоплена вулиця в Ларисі, Греція.

7 вересня закрили головну грецьку автостраду між Афінами та Салоніками, залізничне сполучення між двома містами було призупинено. У Фессалії будівлі та мости були зруйновані, а цілі міста затоплені, довелося рятувати понад 800 людей. У Ларисі після закінчення дощів 8 вересня вода продовжувала підійматися, оскільки річка Піньйос вийшла з берегів і досягла рівня 9,5 метрів (31 фут), порівняно зі звичайним рівнем близько 4 метрів (13 футів).
Після того, як почалися дощі, для зони затоплення в Греції була активована Служба швидкого картографування програми Коперник. Аналіз даних супутника Sentinel-1 від 7 вересня виявив орієнтовну площу затоплення приблизно в 73 000 гектарів (180 000 акрів). Метеорологи класифікували цей шторм як найсильніший у Греції з початку ведення записів у 1930 році. Повені у Фессалії, яка забезпечує близько 15 % сільськогосподарського виробництва Греції, знищили посіви протягом решти року та завдали серйозної довгострокової шкоди, оскільки товстий шар мулу зменшить родючість ґрунтів. Для відновлення повної функціональності знадобиться до п'яти років. Про це повідомив ERT губернатор Фессалії Костас Агорастос. Збитки від шторму в регіоні оцінювали сумою понад 2 мільярди євро.
10 вересня в Греції було знайдено чотири тіла, внаслідок чого кількість загиблих у країні зросла до п'ятнадцяти, ще двох людей вважали зниклими безвісти.

### Туреччина
У Туреччині п'ятеро людей загинули під час повені в Киркларелі, ще двоє загинули в стамбульських районах Башакшехір і Кючюкчекмедже.

### Болгарія

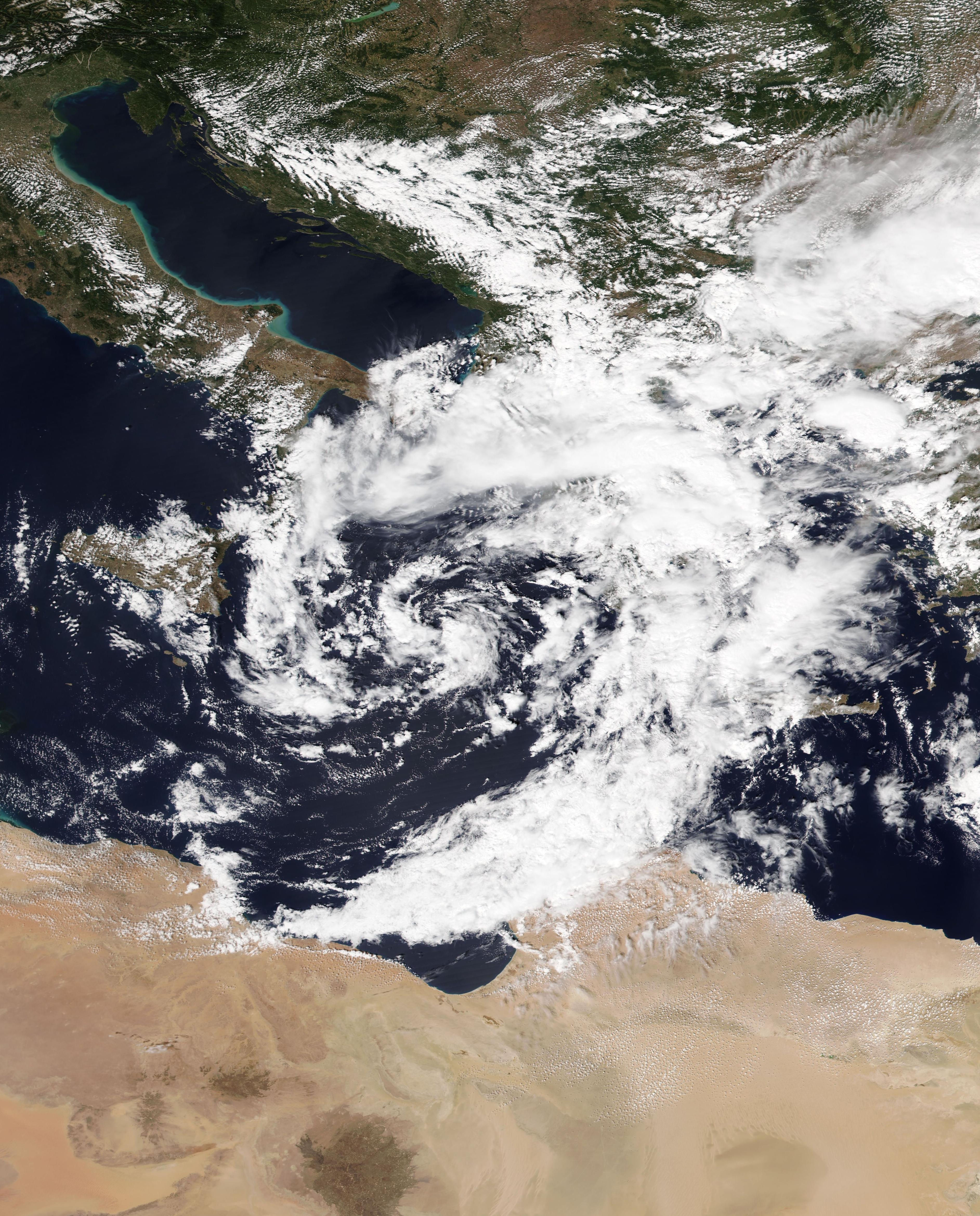
Тропічний шторм Данієль 5 вересня

Села на узбережжі Чорного моря та поблизу нього в провінції Бургас на південному-сході Болгарії були затоплені, включаючи Кости та Арапя, людей евакуювали. Трьох людей віднесло внаслідок обвалу мосту в районі Царево, ще одна людина потонула поблизу міста.
У Кости випало 311 мм опадів (420 % від середньомісячної норми за вересень), в Ахтополі — 196 мм (350 % від середньомісячної норми), в Граматиковому — 275 мм (368 % від середньомісячної норми). У Царево кількість опадів, можливо, встановила болгарський національний рекорд — 330 мм опадів протягом 20 годин (40 % середньорічної норми).
У морі біля Тюленово на північному-сході Болгарії спостерігали рідкісний смерч.

### Лівія
9 вересня субтропічна депресія стала субтропічним штормом: прилади на Метопі зафіксували швидкість вітру 45 вузлів (83 км/год; 52 милі/год). 10 вересня шторм звалився на східну Лівію, Національна нафтова корпорація оголосила про триденне закриття чотирьох нафтових портів: Рас-Лануф, Зуветіна, Брега та Сідра.
У Дерні стався обвал двох дамб, що спричинило загибель щонайменше 2 000 людей і катастрофічні збитки по всій території. Претендент на посаду прем'єр-міністра Усама Хамада заявив, що житлові квартали були зметені. На відео, опублікованому в соціальних мережах, видно, як тонуть автомобілі. Чотири мости також впали, а міністр уряду заявив, що до 25 % міста «зникло». В Аль-Абраку випало близько 170 міліметрів (6,7 дюйма) дощу. Свідки розповіли агентству Reuters, що паводкова вода піднялася на висоту 10 футів (3,0 м). Повінь також сталася в Місраті. За даними агентства, по всій країні було зруйновано щонайменше 150 будинків.
В Ель-Бейді шторм спричинив значну повінь, лікарні евакуювали, 23 людини загинули, а десятки зникли безвісти. Також було зареєстровано сім смертей у Сузах, ще сім у містах Омар аль-Мохтар і Шаххат і ще один у Ель-Мардж. Станом на 11 вересня, за даними лівійських офіційних осіб, загалом загинуло 3 000 осіб, однак очікувалося, що кількість загиблих перевищить 10 000, а ще 100 000 вважалися зниклими безвісти.
Президентська рада Лівії в Триполі оголосила три частини регіону східної Киренаїки зонами стихійного лиха, тоді як Палата представників, яка знаходиться в Бенгазі й контролює більшість постраждалих районів, оголосила триденну національну жалобу. Сімох бійців Лівійської національної армії оголосили зниклими безвісти. Станом на 18 вересня, понад 38 тисяч людей були вимушені залишити домівки.

### Єгипет
Шторм досяг Єгипту 11 вересня, де в деяких частинах північно-західного регіону країни пройшли помірні опади.